# Ichneumon hodgkinae
Ichneumon hodgkinae is een vliesvleugelig insect (orde Hymenoptera) uit de familie van de gewone sluipwespen (Ichneumonidae). De wetenschappelijke naam van de soort werd in 2016 door Rebacca Kittel gepubliceerd als nomen novum voor Ichneumon punctulatus Pfeffer, 1913, een naam die in 1785 door Étienne Louis Geoffroy al was vergeven aan een andere sluipwesp uit hetzelfde geslacht. De soort is vernoemd naar Dorothy Crowfoot Hodgkin (1910–1994), een Brits scheikundige en nobelprijswinnares.